# Ponornyzja
Ponornyzja (ukrainisch Понорниця; russisch Понорница Ponorniza) ist eine Siedlung städtischen Typs im Osten der ukrainischen Oblast Tschernihiw mit etwa 2000 Einwohnern (2024).

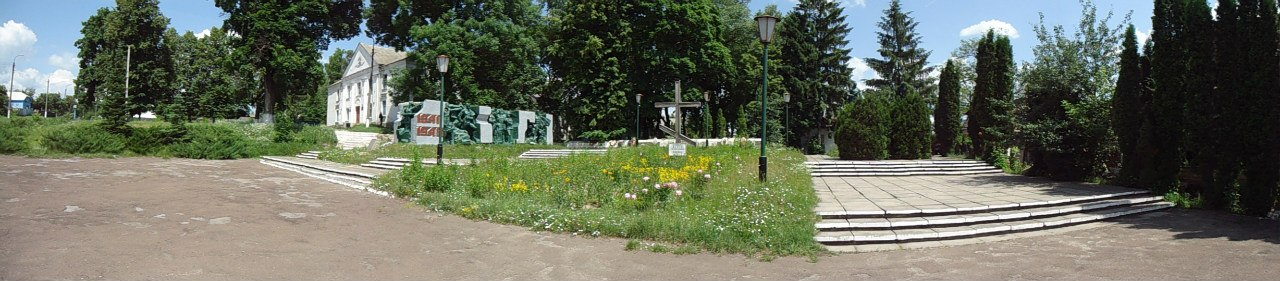
Panorama Ponornyzja

Die Ortschaft wurde 1664 gegründet und besitzt seit 1960 den Status einer Siedlung städtischen Typs. Die Siedlung liegt an der Territorialstraße T–25–19 etwa 135 km nordöstlich vom Oblastzentrum Tschernihiw und 30 km nördlich vom ehemaligen Rajonzentrum Korop.

## Verwaltungsgliederung
Am 20. Juni 2019 wurde die Siedlung zum Zentrum der neugegründeten Siedlungsgemeinde Ponornyzja (Понорницька селищна громада/Ponornyzka miska hromada). Zu dieser zählten auch die 4 Dörfer Osmaky, Rychly, Selena Poljana und Werba, bis dahin bildete sie zusammen mit den Dörfern Rychly und Selena Poljana die gleichnamige Siedlungsratsgemeinde Ponornyzja (Понорницька селищна рада/Ponornyzka selyschtschna rada) im Norden des Rajons Korop.
Am 12. Juni 2020 kamen noch die 12 in der untenstehenden Tabelle aufgelisteten Dörfer zum Gemeindegebiet.
Am 17. Juli 2020 kam es im Zuge einer großen Rajonsreform zum Anschluss des Rajonsgebietes an den Rajon Nowhorod-Siwerskyj.
Folgende Orte sind neben dem Hauptort Ponornyzja Teil der Gemeinde:
| Name                     | Name          | Name                               |
| ukrainisch transkribiert | ukrainisch    | russisch                           |
| ------------------------ | ------------- | ---------------------------------- |
| Awdijiwka                | Авдіївка      | Авдеевка (Awdejewka)               |
| Desnjanske               | Деснянське    | Деснянское (Desnjanskoje)          |
| Iwankiw                  | Іваньків      | Иваньков (Iwankow)                 |
| Krysky                   | Криски        | Криски (Kriski)                    |
| Kuryliwka                | Курилівка     | Куриловка (Kurilowka)              |
| Mesyn                    | Мезин         | Мезин (Mesin)                      |
| Osmaky                   | Осьмаки       | Осьмаки (Osmaki)                   |
| Pokoschytschi            | Покошичі      | Покошичи (Pokoschitschi)           |
| Radytschiw               | Радичів       | Радичев (Raditschew)               |
| Rosljoty                 | Розльоти      | Разлёты (Rasljoty)                 |
| Rychly                   | Рихли         | Рыхлы                              |
| Schaboltassiwka          | Шаболтасівка  | Шаболтасовка (Schaboltassowka)     |
| Selena Poljana           | Зелена Поляна | Зелёная Поляна (Seljonaja Poljana) |
| Smile                    | Сміле         | Смелое (Smeloje)                   |
| Welykyj Lis              | Великий Ліс   | Великий Лес (Weliki Les)           |
| Werba                    | Верба         | Верба                              |